# Hongkongi nemzetközi repülőtér
A Hongkongi nemzetközi repülőtér (kínaiul: 香港國際機場, jűtphing: Hoeng Gong gwok zai gei coeng, magyaros, Hőngkong kvok caj kéj chőng), helyi ismert nevén Cheklápkók (Cek laap gok) repülőtér Hongkong nemzetközi repülőtere, a világ egyik legforgalmasabb légikikötője. (IATA: HKG, ICAO: VHHH) 1998-ban a Kajtak (Kai Tak) repülőteret váltották le vele. A repülőtér a Cheklápkók (Cek laap gok)-szigeten található, mely egy mesterséges sziget.
2011-ben 53,9 millió főnyi utas- és mintegy 3,9 millió tonnányi áruforgalmat bonyolított le. Több mint 100 légitársaság naponta több mint 900 járatot indít innen 160 célállomásra. 2013-ban újabb teherforgalmi terminál nyitásával növelik meg a légikikötő kapacitását. 2007-ben és 2011-ben a Skytrex felmérésén a világ legjobb repülőterének szavazták meg az utasok.

## Története

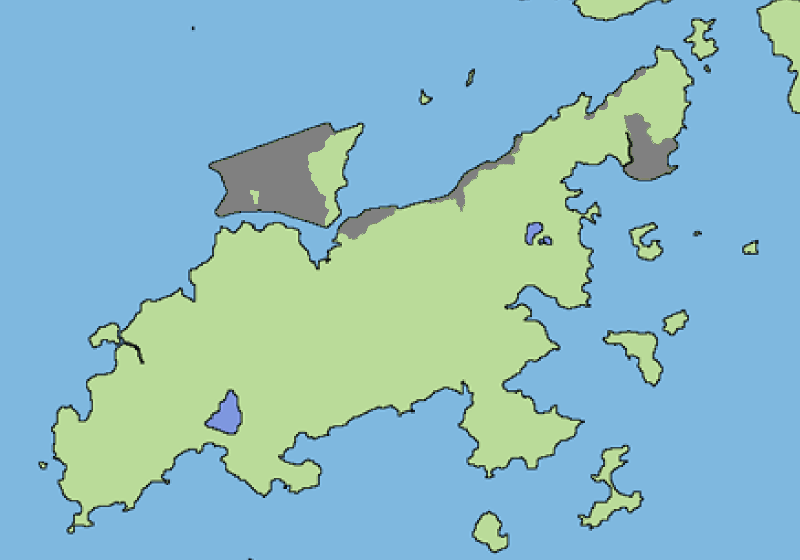
Lánthau (Lantau) szigetének változása a tengertől nyert földterület jelölésével (szürke). Jól látszik a Lámcau (Laam zau)- és a Cheklápkók (Cek laap gok)-sziget (fent)

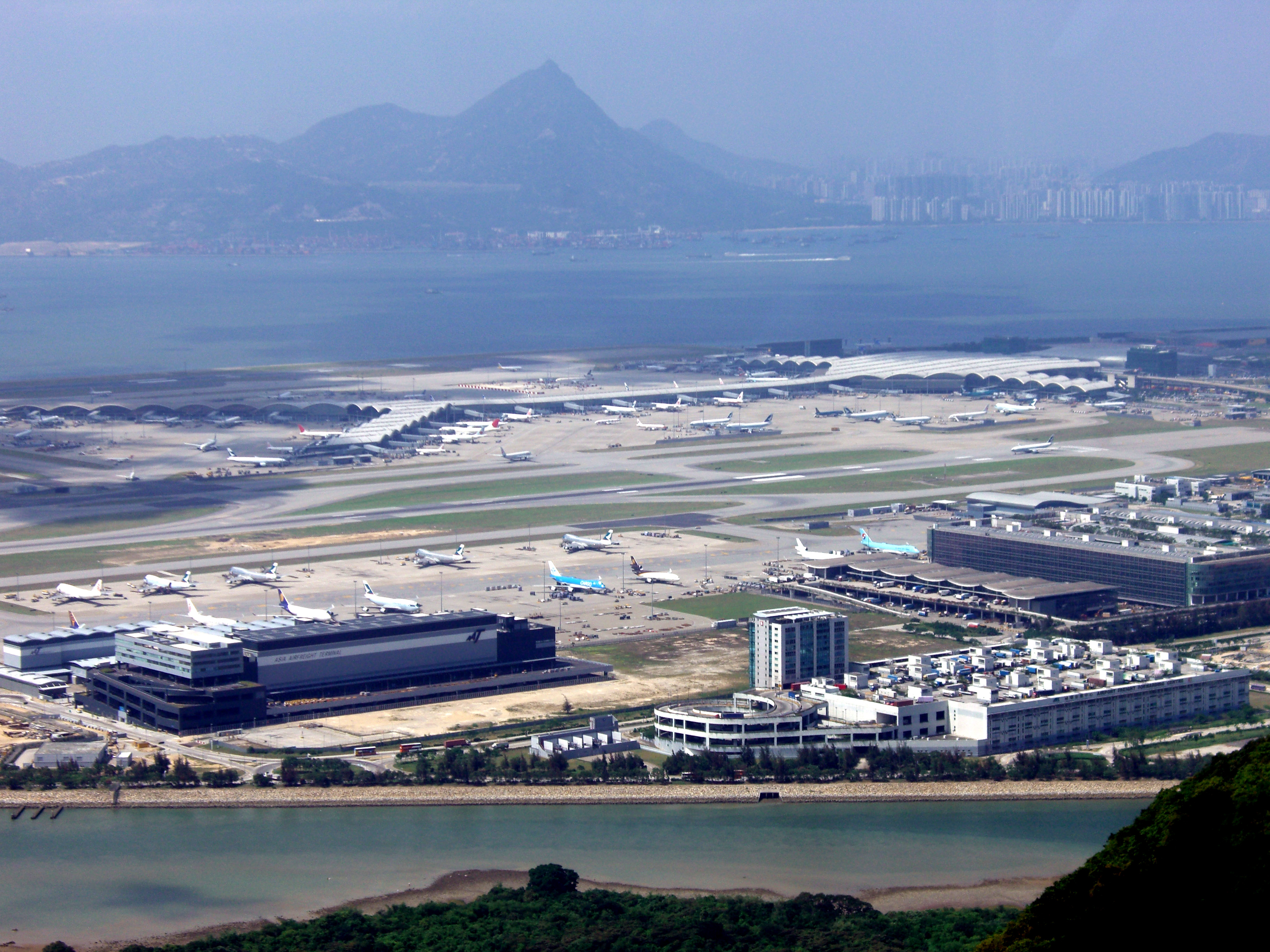
A reptér távlati képe

A Cheklápkók (Cek laap gok) repülőteret a korábbi nemzetközi légikikötő, a Kajtak (Kai Tak) nemzetközi repülőtér leváltására tervezték, ami 1925-től üzemelt az egyik legforgalmasabb városrészben, Kaulungban (Kowloonban), és a hely szűke miatt terjeszkedni sem tudott az egyre növekvő utasforgalom kiszolgálására. Az 1990-es évekre a világ egyik legforgalmasabb reptere lett, de túlnőtte magát, a kapacitás elégtelensége miatt minden harmadik járat késett, mert vagy nem volt hely a gépeknek, vagy nem volt szabad kifutópálya, illetve kapu. Mindezt tetőzte, hogy a zajkibocsátás miatt korlátozni kellett az éjszakai járatok számát, mivel a környék mintegy 340 000 lakóját érintette súlyosan a 105 dB(A)-t meghaladó zajártalom.
1974-ben a Hongkongi Polgári Repülési Minisztérium és a Közműkezelési Minisztérium tanulmánya a Lánthau (Lantau)tól nem messze fekvő kis Cheklápkók (Cek laap gok)-szigetet jelölte meg lehetséges repülőtérként. A sziget távol van a sűrűn lakott területektől, a járatok repülési útvonalát pedig a Dél-kínai-tenger fölött tervezték meghatározni, ezzel több kifutó szimultán használatát biztosítva. A reptér építése azonban csak 1991-ben kezdődött meg és igen sietősen folyt, részben Hongkong 1997-es tervezett visszacsatolása miatt, mivel az volt az általános vélemény, hogy Kína be fogja fagyasztani a projekt kivitelezéséhez szükséges pénzügyi forrásokat. A reptér nem készült el az átadás időpontjáig, de Kína egy év halasztást engedélyezett Hongkongnak. Végül a repteret épp határidőre sikerült befejezni.
A repülőteret képező földdarabot mesterségesen hozták létre az eredetileg 3,02 km²-es Cheklápkók (Cek laap gok) és a 0,08 km²-es Lámcau (Laam zau) szigetek szintkiegyenlítésével, valamint 9,38 km²-nyi, tengertől visszanyert terület hozzácsatolásával. Az így létrehozott 12,48 km² területű mesterséges sziget mintegy 1%-kal növelte Hongkong területét. A repülőteret a londoni székhelyű Foster and Partners építész cég tervezte.
A projektnek csupán egy részét képezte a reptér területének kialakítása, Hongkong-sziget és Kaulung területén is végeztek feltöltést, valamint számos hidat, alagutat építettek és kiépítették a reptérhez csatlakozó autóutakat és vasúti pályákat. A projekt a Guinness Rekordok Könyvébe is bekerült, mint a valaha volt legdrágább repülőtér-építés. A projektet a 20. század tíz legnagyobb építészeti vívmánya közé sorolta a ConExpo 1999-ben. A terminálok oldala üvegből készült, azért, hogy az épület képes legyen ellenállni egy nagy erejű tájfunnak is: az üveg betörik, ezzel csökkentve az épületre kifejtett nyomást.
A repteret 1998. július 6-án nyitották meg, az első repülőgép, a Cathay Pacific 889-es New York-i járata 6:27 perckor landolt. Már a megnyitás napján technikai problémákkal küzdött a repülőtér, a járatinformációs rendszer leállt, nem sokkal később pedig megszakadt a kommunikációs rendszer a Kajtak repülőtérrel, ahol a teherszállításhoz szükséges adatbázist tárolták. Mindezt tetőzte, hogy egy alkalmazott véletlenül kitörölt egy kritikus adatbázist, ami miatt a szállítmányozást kézi irányításra kellett átállítani. A számítógépes vezérlés megszűnése olyan súlyos helyzetet teremtett, hogy a repülőtér egy időben egyáltalán nem tudott tehergépeket fogadni. A megnyitást követő három-öt hónapban gyakoriak voltak a számítástechnikai hibák. Az egyik hongkongi politikus úgy nyilatkozott: „Ez egy első osztályú projektnek indult, de kilencedrangú repülőtér lett belőle, szégyen. A repterünkön nevet az egész világ.” Egy időre kénytelenek voltak megnyitni a Kajtak reptér teherterminálját is.
2007 júniusában megnyitották a T2-es jelű második terminált. A repülőtérhez kapcsolódik a SkyCity, két bevásárlóközponttal, a SkyMarttal és a SkyPlaza-val, valamint a SkyPierrel, ami Kínába és Makaóra kínál komphajó-szolgáltatásokat.

## Forgalom
Az utasforgalom az elmúlt években az alábbi módon változott:
| Utasok száma | 28 631 000 | 32 546 029 | 27 092 290 | 43 858 230 | 45 558 807 | 53 328 613 | 63 121 786 | 72 665 078 | 71 538 000 | 5 653 000 |
|              | 1998       | 2001       | 2003       | 2006       | 2009       | 2011       | 2014       | 2017       | 2019       | 2022      |

## Futópályák
A repülőtér futópályái:
- 07L/25R (3800 m, 60 m, bitumen)
- 07R/25L (3800 m, 60 m, bitumen)

## Képek

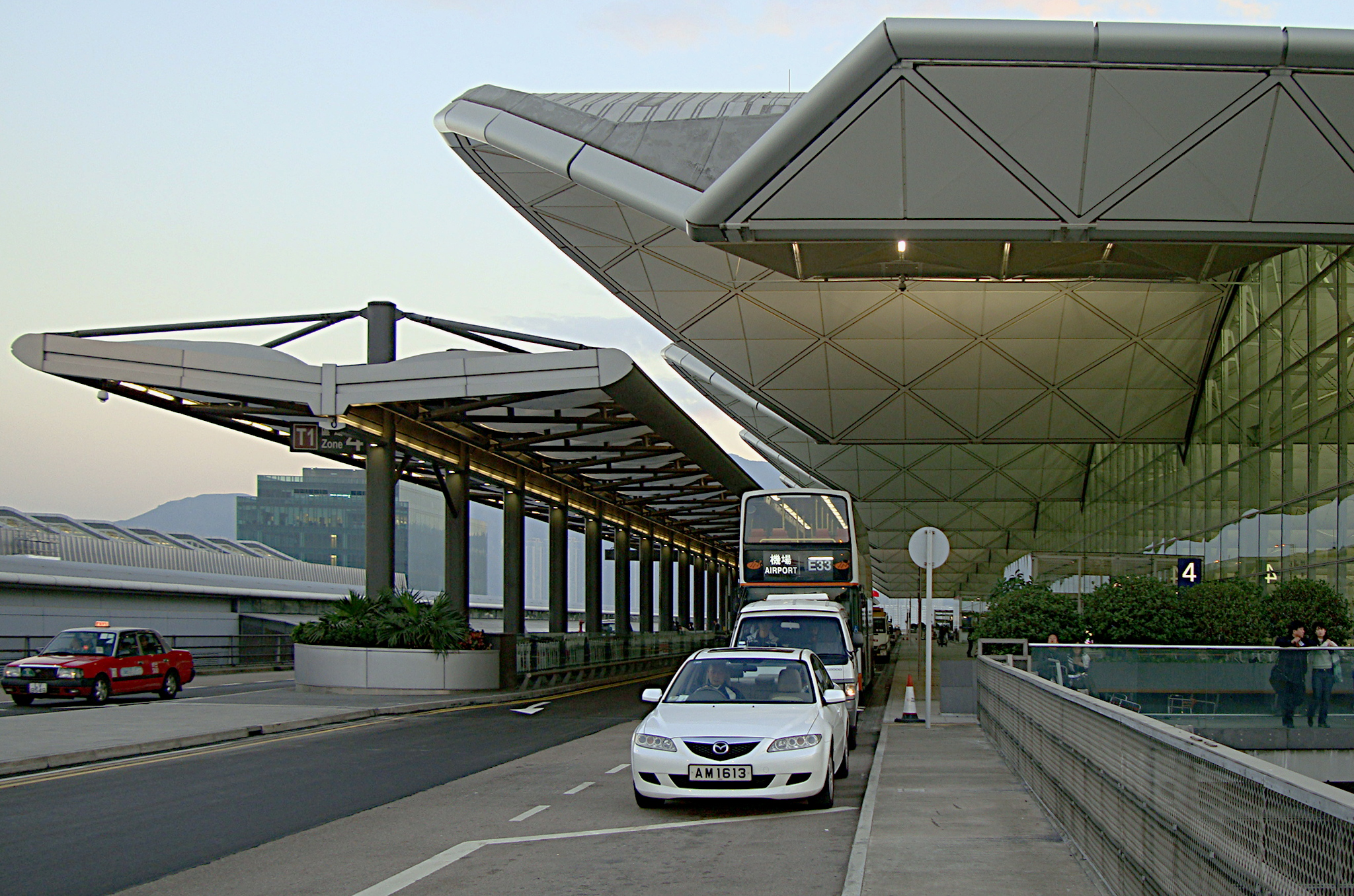
A repülőtér előnézetből
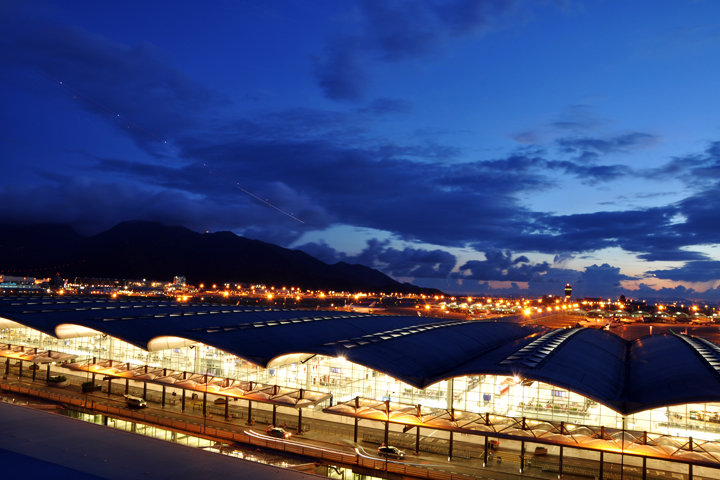
A repülőtér éjszakai látképe
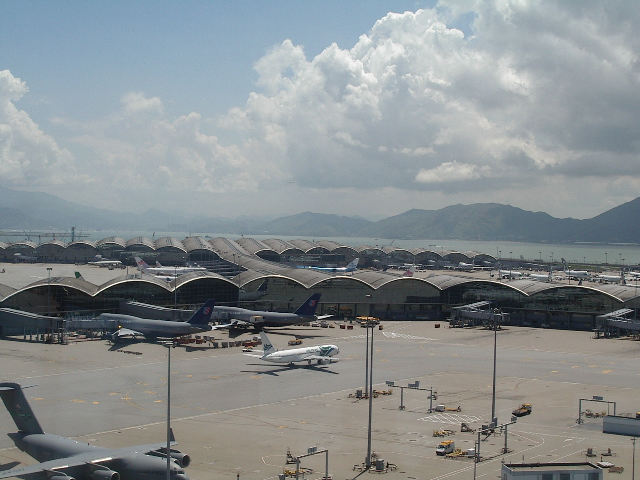
A repülőtér kívülről
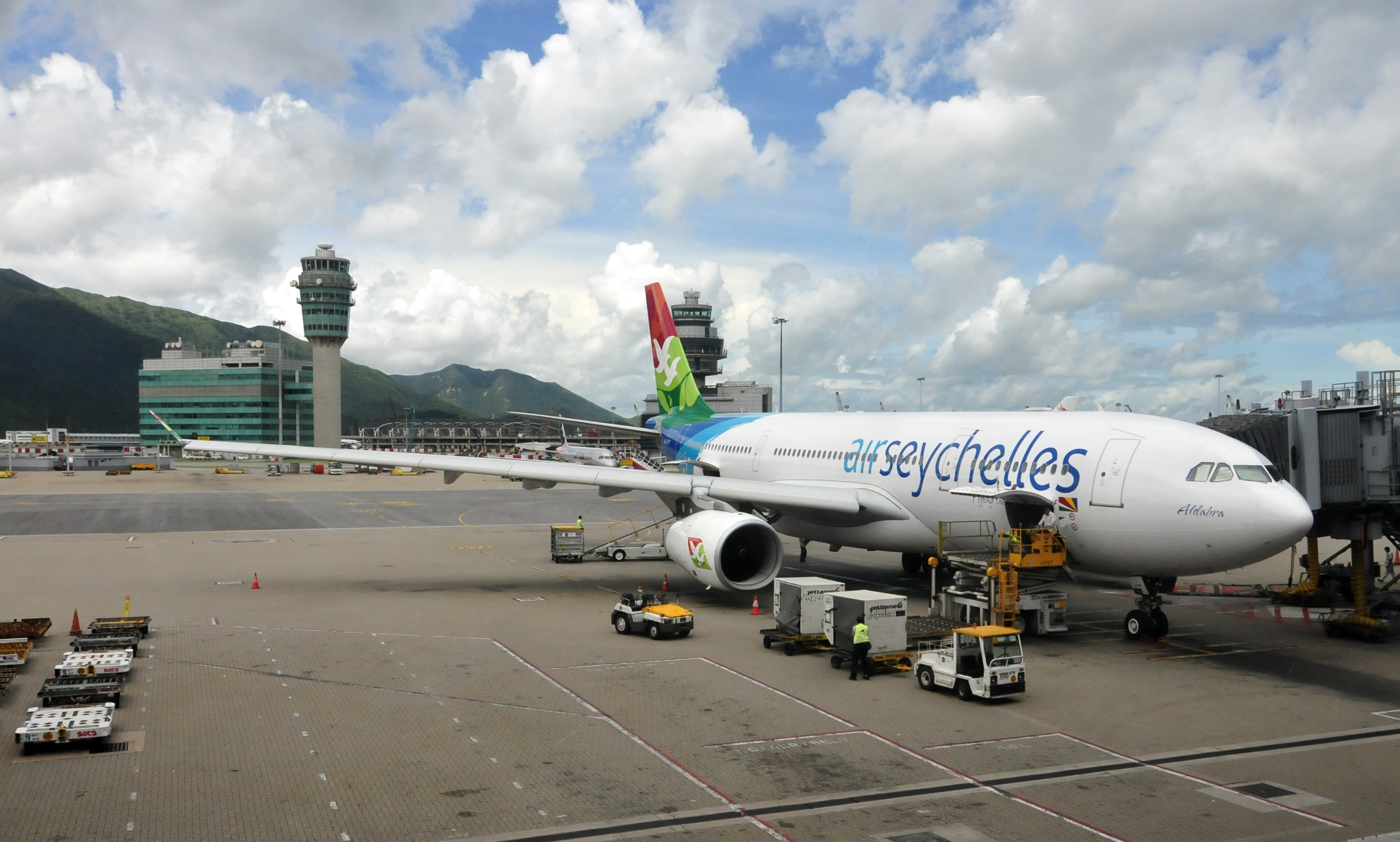
Airbus A330-200 (Air Seychelles) és a repülőtéri irányítótorony

## Közlekedés
A repülőteret kiszolgálja a hongkongi vasúti közlekedési hálózat, az MTR, saját vonallal, az Airport Express vonallal, ami 24 perc alatt viszi be az utasokat a városba.
A SkyPierről Kínába és Makaóba lehet átutazni komphajóval.
A repülőtérről több busztársaság is üzemeltet nappali és éjszakai járatokat.
A repteret háromféle taxi szolgálja ki, a piros színű, úgynevezett városi (urban) taxik, a zöld taxik az Új területekre viszik az utasokat, a kék taxik pedig Lánthaura.

## Forgalom
Az utasforgalom az elmúlt években az alábbi módon változott:
| Utasok száma | 28 631 000 | 32 546 029 | 27 092 290 | 43 858 230 | 45 558 807 | 53 328 613 | 63 121 786 | 72 665 078 | 71 538 000 | 5 653 000 |
|              | 1998       | 2001       | 2003       | 2006       | 2009       | 2011       | 2014       | 2017       | 2019       | 2022      |

## Fordítás
- Ez a szócikk részben vagy egészben  a   Hong Kong International Airport című angol Wikipédia-szócikk ezen változatának fordításán alapul.  Az eredeti cikk szerkesztőit annak laptörténete sorolja fel. Ez a jelzés csupán a megfogalmazás eredetét és a szerzői jogokat jelzi, nem szolgál a cikkben szereplő információk forrásmegjelöléseként.